# Francobolli dello Stato Pontificio
I francobolli dello Stato Pontificio sono quei francobolli emessi dalle Poste pontificie ed utilizzati nello Stato della Chiesa tra il 1º gennaio 1852 e la Presa di Roma (20 settembre 1870).
Lo Stato Pontificio è il terzo, in ordine cronologico, tra gli "antichi stati italiani" ad emettere e regolamentare l'utilizzo dei francobolli.
L'introduzione dei francobolli, o "bolli franchi" come venivano a volte chiamati all'epoca, avviene a seguito di un editto del cardinale Giacomo Antonelli del 29 novembre 1851 e successivo decreto del Ministero delle Finanze (datato 19 dicembre 1851) denominato Regolamento per l'applicazione dei bolli franchi alla corrispondenza postale.
Il soggetto dei francobolli è uguale per tutte le emissioni ed è lo stemma del Vaticano (composto dalle chiavi decussate sovrastate dalla tiara papale) sovrastato dalla scritta "FRANCO BOLLO POSTALE". Il valore nominale del francobollo è riportato sotto lo stemma con tre lettere: "BAJ", "SCUDO", "CENT" rispettivamente per Bajocco, Scudo e centesimi di Lira vaticana. Le sigle delle valute sono seguite dal numero che indica il valore.

## Prima emissione
La prima emissione entrò in uso a partire dal 1º gennaio 1852 e restò in uso sino al 20 settembre 1867 per il solo Lazio (gli altri territori fino al 1860).
La prima emissione è composta da undici tipi di francobolli diversi: mezzo bajocco, 1, 2, 3, 4, 5, 6, 7, 8, 50 bajocchi e 1 scudo.
Essi si distinguono, oltre che per l'esplicita indicazione del valore nominale, per il tipo della carta (a mano o a macchina), il colore e per la forma delle cornici entro cui è rappresentato il soggetto. Tutti i francobolli sono contenuti in una forma rettangolare.

### Colorazioni della prima serie dello Stato Pontificio - Chiavi decussate in vari riquadri
Tutti i valori sono in nero su carta colorata, tranne i valori da 50 bajocchi e 1 scudo che sono monocromi su carta bianco-crema. Esistono numerose ristampe.
| Valore in bajocchi o scudi | Colorazione carta                       | Descrizione                                                                    | Note |
| -------------------------- | --------------------------------------- | ------------------------------------------------------------------------------ | --- |
| ½ bajocco                  | grigio                                  | Chiavi e valore "BAJ MEZZO" inseriti in una doppia cornice di forma ellittica  | |
| ½ bajocco                  | violetto                                | Chiavi e valore "BAJ MEZZO" inseriti in una doppia cornice di forma ellittica  | |
|                            |                                         |                                                                                | |
| 1 bajocco                  | verde grigiastro                        | Chiavi e valore "BAJ 1" inseriti in una doppia cornice di forma semi-ellittica | 1ª composizione |
| 1 bajocco                  | verde scuro                             | Chiavi e valore "BAJ 1" inseriti in una doppia cornice di forma semi-ellittica | 1ª composizione |
| 1 bajocco                  | verde scuro                             | Chiavi e valore "BAJ 1" inseriti in una doppia cornice di forma semi-ellittica | 2ª composizione |
|                            |                                         |                                                                                | |
| 2 bajocchi                 | verde oliva                             | Chiavi e valore "BAJ 2" inseriti in una doppia cornice di forma rettangolare   | |
| 2 bajocchi                 | bianco                                  | Chiavi e valore "BAJ 2" inseriti in una doppia cornice di forma rettangolare   | |
|                            |                                         |                                                                                | |
| 3 bajocchi                 | bistro arancio                          | Chiavi e valore "BAJ 3" inseriti in una doppia cornice di forma ovale          | |
| 3 bajocchi                 | bruno                                   | Chiavi e valore "BAJ 3" inseriti in una doppia cornice di forma ovale          | |
|                            |                                         |                                                                                | |
| 4 bajocchi                 | bruno grigio chiaro                     | Chiavi e valore "BAJ 4" inseriti in una doppia cornice di forma circolare      | |
| 4 bajocchi                 | giallo                                  | Chiavi e valore "BAJ 4" inseriti in una doppia cornice di forma circolare      | |
|                            |                                         |                                                                                | |
| 5 bajocchi                 | rosa chiaro                             | Chiavi e valore "BAJ 5" inseriti in una doppia cornice di forma rettangolare   | |
|                            |                                         |                                                                                | |
| 6 bajocchi                 | grigio verdastro                        | Chiavi e valore "BAJ 6" inseriti in una doppia cornice di forma ottagonale     | |
| 6 bajocchi                 | lilla grigio                            | Chiavi e valore "BAJ 6" inseriti in una doppia cornice di forma ottagonale     | |
|                            |                                         |                                                                                | |
| 7 bajocchi                 | azzurro                                 | Chiavi e valore "BAJ 7" inseriti in una doppia cornice di forma ottagonale     | |
|                            |                                         |                                                                                | |
| 8 bajocchi                 | bianco                                  | Chiavi e valore "BAJ 8" inseriti in una doppia cornice a forma ottagonale      | |
|                            |                                         |                                                                                | |
| 50 bajocchi                | azzurro su bianco-crema                 | Chiavi e valore "BAJ 50" inseriti in una cornice con motivi floreali           | Raro. Nuovo vale intorno ai 15.000 euro; usato 2.000.                                                                        |
| 50 bajocchi                | azzurro oltremare scuro su bianco-crema | Chiavi e valore "BAJ 50" inseriti in una cornice con motivi floreali           | Stampa difettosa. Molto raro.                                                                                                |
|                            |                                         |                                                                                | |
| 1 scudo                    | rosa carminio su bianco-crema           | Chiavi e valore "SCUDO 1" inseriti in una cornice di tipo classico             | Nuovo vale 4.000 euro. Su busta è molto raro.                                                                                |
|                            |                                         |                                                                                | |
| 20 bajocchi                | giallo su bianco                        | Chiavi e valore "BAI 20" inseriti in una cornice a forma ottagonale            | Non emesso. Noto con il nome di "Giallino". Molto raro, esiste solo un valore e due fogli completi. Vale circa 300.000 euro. |

Il valore da 1 bajocco esiste in due tipi di composizione del foglio (come i francobolli sono stati disegnati sul foglio). Nella 1ª composizione i filetti che dividono i francobolli sono in senso verticale. Nella 2ª composizione i filetti sono continui in senso orizzontale. Sono particolarmente pregiati tutti i valori che hanno tutti e otto i filetti che li contornano, in maniera visibile.
Alcuni esemplari di alcuni tipi esistono stampati con inchiostro oleoso, di colore grigio perla o verdastro. Non sono comuni.

## Seconda emissione
La seconda emissione dei francobolli dello Stato Pontificio fu emessa il 21 settembre 1867. I tipi sono gli stessi utilizzati nella prima emissione, ma la valuta è in centesimi anziché bajocchi e scudi. La stampa è sempre tipografica in nero, ma in questa emissione è su carta lucida colorata. I fogli sono di 64 esemplari (4 gruppi di 16).

### Colorazioni della seconda serie dello Stato Pontificio - Chiavi decussate in vari riquadri
| Valore in centesimi | Colorazione carta         | Descrizione                                                                       | Note                                                                                          |
| ------------------- | ------------------------- | --------------------------------------------------------------------------------- | --------------------------------------------------------------------------------------------- |
| 2 centesimi         | verde giallo o verde vivo | Chiavi e valore "2 Cent." inseriti in una doppia cornice di forma rettangolare    |                                                                                               |
|                     |                           |                                                                                   |                                                                                               |
| 3 centesimi         | grigio rosa               | Chiavi e valore "TRE CENTESIMI" inseriti in una doppia cornice di forma ellittica | Su busta è raro.                                                                              |
| 3 centesimi         | grigio                    | Chiavi e valore "TRE CENTESIMI" inseriti in una doppia cornice di forma ellittica | Più raro del grigio rosa se usato (vale circa 7.000 euro). Su busta vale più di 100.000 euro. |
| 3 centesimi         | verde                     | Chiavi e valore "TRE CENTESIMI" inseriti in una doppia cornice di forma ellittica | Non Emesso. Noto solo senza gomma. Rarissimo, vale 150.000 euro.                              |
|                     |                           |                                                                                   |                                                                                               |
| 5 centesimi         | azzurro verdastro         | Chiavi e valore "5. Cent." inseriti in una doppia cornice di forma ovale          |                                                                                               |
|                     |                           |                                                                                   |                                                                                               |
| 10 centesimi        | vermiglio arancio         | Chiavi e valore "10. Cent." inseriti in una doppia cornice di forma ottagonale    |                                                                                               |
|                     |                           |                                                                                   |                                                                                               |
| 20 centesimi        | rosso bruno (o indiano)   | Chiavi e valore "20. Cent." inseriti in una doppia cornice di forma circolare     |                                                                                               |
|                     |                           |                                                                                   |                                                                                               |
| 40 centesimi        | giallo                    | Chiavi e valore "40. Cent." inseriti in una doppia cornice di forma ottagonale    |                                                                                               |
|                     |                           |                                                                                   |                                                                                               |
| 80 centesimi        | rosa lillaceo             | Chiavi e valore "80. Cent." inseriti in una doppia cornice di forma pseudo-ovale  |                                                                                               |

## Terza emissione
La terza emissione dei francobolli dello Stato Pontificio fu emessa il 12 marzo 1868. I tipi sono gli stessi utilizzati nella seconda emissione, ma ristampati con dentellatura 13. La stampa è sempre tipografica in nero, ma in questa emissione è su carta lucida colorata. I fogli sono di 120 esemplari (escluso i 3 cent. che sono di 64 esemplari (4 gruppi di 16)). I fogli sono non dentellati ai 4 bordi laterali.

### Colorazioni della terza serie dello Stato Pontificio - Chiavi decussate in vari riquadri
| Valore in centesimi | Colorazione carta       | Descrizione                                                                       | Note                                                                                         | Tipo di carta |
| ------------------- | ----------------------- | --------------------------------------------------------------------------------- | -------------------------------------------------------------------------------------------- | ------------- |
| 2 centesimi         | verde chiaro            | Chiavi e valore "2 Cent." inseriti in una doppia cornice di forma rettangolare    |                                                                                              | Carta lucida  |
|                     |                         |                                                                                   |                                                                                              |               |
| 3 centesimi         | grigio rosa             | Chiavi e valore "TRE CENTESIMI" inseriti in una doppia cornice di forma ellittica | Raro. Nuovo vale 10.000 euro e usato 30.000. Su busta è molto raro, vale circa 150.000 euro. | Carta lucida  |
| 3 centesimi         | grigio                  | Chiavi e valore "TRE CENTESIMI" inseriti in una doppia cornice di forma ellittica | Usato è raro, vale circa 4.000 euro. Su busta vale più di 30.000 euro.                       | Carta lucida  |
|                     |                         |                                                                                   |                                                                                              |               |
| 5 centesimi         | azzurro chiaro          | Chiavi e valore "5. Cent." inseriti in una doppia cornice di forma ovale          |                                                                                              | Carta lucida  |
|                     |                         |                                                                                   |                                                                                              |               |
| 10 centesimi        | vermiglio arancio       | Chiavi e valore "10. Cent." inseriti in una doppia cornice di forma ottagonale    |                                                                                              | Carta lucida  |
|                     |                         |                                                                                   |                                                                                              |               |
| 20 centesimi        | rosso bruno (o indiano) | Chiavi e valore "20. Cent." inseriti in una doppia cornice di forma circolare     |                                                                                              | Carta opaca   |
| 20 centesimi        | solferino               | Chiavi e valore "20. Cent." inseriti in una doppia cornice di forma circolare     |                                                                                              | Carta opaca   |
|                     |                         |                                                                                   |                                                                                              |               |
| 40 centesimi        | giallo limone           | Chiavi e valore "40. Cent." inseriti in una doppia cornice di forma ottagonale    |                                                                                              |               |
|                     |                         |                                                                                   |                                                                                              |               |
| 80 centesimi        | rosa chiaro             | Chiavi e valore "80. Cent." inseriti in una doppia cornice di forma pseudo-ovale  |                                                                                              |               |
| 80 centesimi        | fragolone               | Chiavi e valore "80. Cent." inseriti in una doppia cornice di forma pseudo-ovale  | Rara colorazione. Nuovo vale 5.000 euro e usato 40.000.                                      | Carta lucida  |
| 80 centesimi        | lilla rosso             | Chiavi e valore "80. Cent." inseriti in una doppia cornice di forma pseudo-ovale  | Non emesso.                                                                                  | Carta opaca   |

## I non emessi
I francobolli non emessi dello Stato Pontificio del 1º settembre 1870 non furono emessi a causa dell'occupazione delle truppe italiane, con la famosa breccia di Porta Pia. I francobolli, già allestiti e in attesa di ultimazione, non furono gommati e dentellati, divenendo così una emissione a sé. Le colorazioni sono tenui, tipiche dell'emissione dentellata, perciò si distinguono abbastanza agevolmente dai francobolli della seconda serie. Inoltre i fogli sono di 120 esemplari, anziché 64 (della seconda emissione). I valori da 10 cent. e da 20 cent. sono comuni.

### Colorazioni dei non emessi (identici alla terza serie) dello Stato Pontificio - Chiavi decussate in vari riquadri
| Valore in centesimi | Colorazione carta | Descrizione                                                                    | Note       |
| ------------------- | ----------------- | ------------------------------------------------------------------------------ | ---------- |
| 5 centesimi         | azzurro chiaro    | Chiavi e valore "5. Cent." inseriti in una doppia cornice di forma ovale       | Non emesso |
| 10 centesimi        | vermiglio arancio | Chiavi e valore "10. Cent." inseriti in una doppia cornice di forma ottagonale | Non emesso |
| 20 centesimi        | violetto rosso    | Chiavi e valore "20. Cent." inseriti in una doppia cornice di forma circolare  | Non emesso |
| 20 centesimi        | rosso violetto    | Chiavi e valore "20. Cent." inseriti in una doppia cornice di forma circolare  | Non emesso |

## Francobolli del Regno d'Italia usati con annulli a rombo pontifici
Durante il periodo di transizione tra lo Stato Pontificio e il Regno d'Italia in alcuni uffici del centro Italia rimasero in uso anche gli annulli a rombo pontifici, caratteristica obliterazione composta da un rombo con linee perpendicolari oblique.
Sono conosciuti tutti i valori della serie di Vittorio Emanuele II del 1863, escluso il 2 Lire. In foto due esemplari con questo annullo: il 20 centesimi azzurro del 1867 e il 60 centesimi lilla (uno dei pochissimi conosciuti con questo annullo).

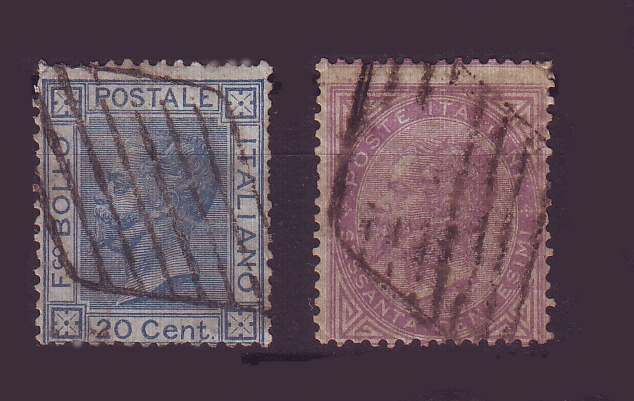
Due francobolli delle serie di Vittorio Emanuele II annullati con il timbro pontificio: 20 cent. e il raro 60 cent.